# عبد الجبار شكري
عبد الجبار شكري هو شاعر وروائي مغربي، متخصص في علم الإجتماع وعلم النفس.

## سيرة ذاتية
ولد عبد الجبار شكري في 14 كانون ثاني، يناير 1958م بالمغرب، وتخرج من كلية الآداب والعلوم الإنسانية بجامعة محمد الخامس أكدال في الرباط عام 1982م، وحصل على شهادة الدكتوراه بميزة مشرف جداً من جامعة محمد الخامس كلية الآداب والعلوم الإنسانية بالرباط تخصص علم الإجتماع وعلم النفس الإجتماعي، وعلى دبلوم كلية علوم التربية من طرف كلية علوم التربية بالرباط، ودبلوم في الإعلاميات من مؤسسة ابن عربي للتكوين المهني السريع بالدارالبيضاء، كما حصل على دبلوم مدرب المخيمات الصيفية من وزارة الشبيبة والرياضة، وعلى شهادة مدير المخيمات الصيفة من وزارة الشبيبة والرياضة بتاريخ 29/03/1983. له خبرة تقنية في التحليل الكمي والإحصائي للمعطيات الميدانية في علم النفس وعلم الإجتماع على الحاسوب، وفي برمجة المعطيات الميدانية ومعالجتها والقيام بالتحليل الإحصائي على برنامج spss، كما له خبرة معرفية ومنهجية في المناهج الكمية والكيفية في العلوم الإنسانية بشكل عام، وفي علم النفس وعلم الإجتماع بشكل خاص.
اشتغل عبد الجبار شكري من سنة 2007م إلى سنة 2008م أستاذاً بكلية الآداب والعلوم الإنسانية في جامعة أبي شعيب الدكالي بالجديدة؛ في مسلك الإجازات المهنية، والأدب العربي، ومسلك التاريخ والحضارة والجغرافيا. واشتغل من سنة 2008م إلى سنة 2009م أستاذاً باحثاً في مسلك علم الإجتماع، ومسالك الإجازات المهنية، بكلية الآداب والعلوم الإنسانية في جامعة شعيب الدكالي بالجديدة. واشتغل من سنة 2009م إلى 2010م أستاذاً باحثاً في علم الاجتماع وعلم النفس بمسالك الإجازات المهنية في نفس الكلية. كما كان باحثاً مشاركاً في مختبر الأبحاث والدراسات بكلية الآداب والعلوم الإنسانية. وهو عضو في المكتب المركزي (المكتب المسير) للجمعية المغربية للمناهج الدراسية والذي رأسها الدكتور محمد الدريج، وعضو في المكتب المسير لجمعية شمل الأسرة والمرأة، وفي الجمعية المغربية لمدرسي الفلسفة، كما كان عضواً سابقاً بمكتب فرع الجمعية بالدار البيضاء.

## أعماله

### المؤلفات
- «اختيار الشريك الزوجي لبناء الأسرة بين الواقع المعيش والتطلعات» (دراسة ميدانية نفسية - وإجتماعية)، عن مؤسسة طيبة للنشر والتوزيع عام 2015م.[3]
- «الزواج وطقوسه داخل الأسرة بين الواقع المعيش والتطلعات» (دراسة نفسية واجتماعية)، عن مؤسسة طيبة للنشر والتوزيع عام 2015م.[4]
- «حفل الزفاف داخل الأسرة المغربية بين الواقع المعيش والتطلعات»، (دراسة ميدانية نفسية واجتماعية).[2]
- «العلاقة الجنسية بين الزوجين بين الواقع المعيش والتطلعات» (دراسة ميدانية نفسية واجتماعية)، عن مؤسسة طيبة للنشر والتوزيع، سلسلة أبحاث ودراسات سيكولوجية وسوسيولوجية عام 2015م.[5]
- «الأسرة بين السوسيولوجيا الدينية وسوسيولوجيا الأسرة مقاربة سوسيولوجية للخطاب الديني في الأسرة»، عن مؤسسة طيبة للنشر والتوزيع عام 2015م.[6]
- «إيبستمولوجيا العلوم الإنسانية «أي نموذج للعلمية في دراسة الظاهرة الإنسانية؟»»، عن مؤسسة طيبة للنشر والتوزيع، سلسلة أبحاث ودراسات سيكولوجية وسوسيولوجية عام 2015م.[7]
- «التأسيس العلمي للسوسيولوجيا «نموذج سوسيولوجيا الأسرة»»، عن مؤسسة طيبة للنشر والتوزيع، سلسلة أبحاث ودراسات سيكولوجية وسوسيولوجية عام 2015م.[8]

### الدراسات والابحات المنشورة
- «التدريس بالأهداف التربوية في القسم المغربي: العوائق وإمكانية التطبيق»، في جريدة الاتحاد الإشتراكي عام 1990م.
- «مدخل إلى التحليل النفسي - الجمعي: اللاشعور التربوي كنموذج».
- «أهداف الدرس الفلسفي العامة والإجرائية»، عن منشورات أكاديمية ابن مسيك.
- «الكتابة الفلسفية باعتبارها هدفا من أهداف إستراتيجية الدرس الفلسفي»، عن منشورات أكاديمية ابن مسيك.
- «عبد الجبار شكري: لماذا الفلسفة اليوم؟»، مداخلة في إطار ندوة نظمتها الجمعية المغربية لمدرسي الفلسفة فرع البيضاء.
- «الضبط التربوي وعلاقته بالتحصيل الدراسي في الحوار الأكاديمي والجامعي»، عام 1991م.
- «التنشئة الإجتماعية في المجتمع المغربي»، في مجلة إشراقات عام 1996م.
- «الأسرة المغربية بين إشكالية الهوية وإشكالية المواطنة في أعمال: الأسرة والمواطنة»، عن منشورات جمعية شمل للاسرة والمرأة والمؤسسة الألمانية: مؤسسة فريدريش إيبرت، سنة 2002م.
- «إشكالية التضامن داخل الأسرة المغربية (توزيع الأدوار والوظائف)»، مساهمة في اليوم الدراسي حول: الأسرة المغربية وأشكال التضامن، يوم الأربعاء 12 مارس 2003م بكلية الآداب والعلوم الإنسانية بالقنيطرة.
- «بناء النظرية السوسيولوجية»، بمجلة كلية الآداب والعلوم الإنسانية في القنيطرة.